# Fallout (serie)
Fallout este o serie de jocuri video post-apocaliptice, create inițial de Interplay Entertainment în colaborare cu Black Isle Studios și dezvoltate ulterior de Bethesda Game Studios. Seria este renumită pentru amestecul său unic de role-playing și elemente de acțiune, plasate într-un univers paralel retro-futuristic. În centrul fiecărui joc se află supraviețuirea în urma unui război nuclear devastator, care a transformat lumea într-un peisaj dezolant și periculos (i.e. wasteland în original în limba engleză).

## Istoricul Dezvoltării

### Interplay Entertainment
Prima tranșă a seriei, Fallout: A Post Nuclear Role Playing Game, a fost lansată în 1997. Dezvoltat de Black Isle Studios, un subdiviziune a Interplay, jocul a fost inițial conceput ca un succesor spiritual al jocului Wasteland din 1988. Fallout 2 a urmat în 1998, extinzând universul și gameplay-ul originalului.

### Bethesda Softworks
În 2004, Bethesda Softworks a achiziționat drepturile pentru seria Fallout. Aceștia au lansat Fallout 3 în 2008, o tranziție majoră de la perspectiva izometrică 2D la un joc de rol first-person/third-person 3D. Fallout 4 a fost lansat în 2015, iar Fallout 76 în 2018, un joc multiplayer online.

## Jocuri principale

### Fallout (1997)
Fallout este setat în anul 2161, la 84 de ani după un război nuclear catastrofal. Jucătorul preia rolul unui locuitor al Vault 13, un adăpost subteran (parte a unui astfel de sistem complex de pe cuprinsul Statelor Unite ale Americii) conceput de guvernul american pentru a proteja oamenii de radiațiile nucleare. Sarcina principală a protagonistului (The Vault Dweller) este de a găsi un cip de apă (water chip) pentru a salva comunitatea din adăpostul subteran natal (vault).

### Fallout 2 (1998)
Acțiunea din Fallout 2 are loc în 2241, la 80 de ani după evenimentele din primul joc. Jucătorul este „Alesul” (The Chosen One), un descendent al protagonistului din primul joc, care trebuie să găsească G.E.C.K. (Garden of Eden Creation Kit) pentru a salva satul său de la foamete.

### Fallout 3 (2008)
Fallout 3 mută seria într-o perspectivă 3D, având loc în anul 2277, la 36 de ani după Fallout 2. Jucătorul preia rolul unui locuitor al Vault 101 din Washington D.C., căutându-și tatăl dispărut. Jocul introduce sistemul V.A.T.S. (Vault-Tec Assisted Targeting System), care permite jucătorilor să oprească timpul și să țintească anumite părți ale corpului inamicilor.

### Fallout: New Vegas (2010)
Fallout: New Vegas, dezvoltat de Obsidian Entertainment, este plasat în 2281, în deșertul Mojave. Jucătorul este „Curierul”, care supraviețuiește unei tentative de asasinat și încearcă să recupereze un pachet important. Jocul aduce înapoi elemente din Fallout 2 și introduce noi facțiuni și povești ramificate.

### Fallout 4 (2015)
Fallout 4 are loc în 2287, în regiunea Boston și împrejurimile sale. Jucătorul este un supraviețuitor din Vault 111 care își caută fiul răpit. Jocul introduce sistemul de construcție și personalizare a așezărilor, oferind o libertate sporită în modificarea și gestionarea bazelor de operațiuni.

### Fallout 76 (2018)
Fallout 76 este primul joc multiplayer online din serie, plasat în 2102, în West Virginia. Jucătorii sunt locuitori ai Vault 76 și sunt eliberați pentru a reconstrui societatea. Jocul a fost lansat cu multe probleme tehnice, dar a primit actualizări și îmbunătățiri constante.

## Gameplay și Mecanici
Fallout combină elemente de role-playing și acțiune într-un cadru post-apocaliptic. Mecanici cheie includ:
- S.P.E.C.I.A.L. System: Un acronim pentru Strength, Perception, Endurance, Charisma, Intelligence, Agility și Luck, care definesc abilitățile și atributele personajului jucătorului.
- Perks și abilități: Fiecare nivel câștigat permite jucătorilor să aleagă „perks” care oferă abilități și avantaje speciale.
- V.A.T.S.: Un sistem de luptă care permite jucătorilor să încetinească timpul și să țintească părți specifice ale inamicilor.
- Crafting și construcție: Introduse în Fallout 4, aceste mecanici permit jucătorilor să construiască și să personalizeze arme, armuri și așezări.

## Lumea și Lore
Seria Fallout este renumită pentru universul său complex și detaliat, plin de referințe retro-futuristice și influențe ale culturii pop din anii '50. Lumea este populată de mutanți, bandiți, roboți și alte pericole. Temele recurente includ supraviețuirea, tehnologia avansată, și efectele devastatoare ale războiului nuclear.

## Receptarea Critică
Seria Fallout a fost în general bine primită de critici și jucători. Fallout 3 și Fallout: New Vegas sunt adesea considerate capodopere ale genului RPG, apreciate pentru narativ, libertatea de joc și complexitatea lumii. Fallout 4 a fost lăudat pentru sistemele de construcție, deși a primit unele critici pentru simplificarea anumitor mecanici RPG. Fallout 76 a fost criticat inițial pentru problemele tehnice și lipsa de conținut, dar a beneficiat de îmbunătățiri semnificative prin actualizările ulterioare.

## Impactul Cultural
Seria Fallout a avut un impact semnificativ asupra culturii pop și industriei jocurilor video. Universul său distinctiv și temele profunde au inspirat numeroase alte jocuri, filme și cărți. Comunicatele și materialele promoționale ale jocurilor au devenit iconice, iar elemente precum Pip-Boy și Vault Boy sunt recunoscute instantaneu de fanii seriei.

## Moștenire
Fallout rămâne una dintre cele mai influente și iubite serii de jocuri video. Combinând o poveste profundă, un gameplay captivant și un univers bogat, seria continuă să atragă noi jucători și să fie apreciată de veterani. Fiecare tranșă adaugă noi straturi la moștenirea sa, iar așteptările pentru viitoarele titluri sunt întotdeauna mari.